# IEC/IEEE 82079-1
Die IEC/IEEE 82079-1 „Erstellung von Nutzungsinformation (Gebrauchsanleitungen) für Produkte – Teil 1 Grundsätze und allgemeine Anforderungen“ ist die wichtigste Norm im Bereich der Technischen Dokumentation und Technischen Kommunikation. Die Norm ersetzt in Deutschland DIN EN IEC 82079-1:2013-06, die wiederum die DIN EN 62079:2001 ersetzte. Sie ist als Norm mit Horizontalcharakter branchenübergreifend für alle Produkte anwendbar.
Der Anwendungsbeginn der deutschen Ausgabe als DIN EN IEC/IEEE 82079-1 ist September 2021. Die nationalen Ausgaben in Österreich (OVE EN IEC/IEEE 82079-1:2021-10-01) und der Schweiz (SN EN 82079-1:2012) repräsentieren ebenfalls den letztgültigen Stand der EN 82079-1.
In Deutschland liegt die Weiterentwicklung dieses Normenteils bei dem DIN und der DKE zugehörigen gemeinsamen Unterkomitee GUK 113.1.

## Geschichte der deutschen Normung
Die Ursprungsnorm der IEC/IEEE 82079-1 ist in Deutschland die Norm DIN 8418:1974-11 mit dem Titel „Technische Erzeugnisse; Angaben in Gebrauchsanleitungen und Betriebsanleitungen“. Diese wurde im Jahr 1988 mit der Vornorm DIN V 66055:1988-02 „Gebrauchsanweisungen für verbraucherrelevante Produkte“ herausgegeben. Bis zum Jahr 2001 wurden mehrere Normen wie z. B. die DIN 1421-2:1977-04 „Gliederung und Benummerung in Texten - Abschnitte, Absätze und Aufzählungen“ zusammengeführt, zurückgezogen oder überarbeitet.
Im Jahr 2001 erschien die DIN EN 62079:2001-11 „Erstellen von Anleitungen - Gliederung, Inhalt und Darstellung“. Nach weiteren Überarbeitungen mit Zusammenführungen und Zurückziehungen von nationalen und europäischen Normen entstand 2013 die DIN EN 82079-1:2013-06 „Erstellen von Gebrauchsanleitungen - Gliederung, Inhalt und Darstellung - Teil 1: Allgemeine Grundsätze und ausführliche Anforderungen“. Sie wurde vom VDE und DKE als VDE 0039-1 ins Normenwerk des VDE übernommen. Bis zum Jahr 2019 fand ein Abgleich mit verschiedenen europäischen und internationalen Normen statt und die DIN EN IEC/IEEE 82079-1:2021-09 „Erstellung von Nutzungsinformationen (Gebrauchsanleitungen) für Produkte - Teil 1: Grundsätze und allgemeine Anforderungen (IEC/IEEE 82079-1:2019)“ wurde 2021 in Deutschland herausgegeben. Die internationale Norm wurde 2019 gültig die deutsche Norm wurde 2021 gültig, da Normen erst eine Rechtsverbindlichkeit entwickeln, wenn sie in der jeweiligen Amtssprache übersetzt sind. Die Verantwortung der internationalen Norm ging auf die IEC und IEEE über.

## Anwendungsbereich
Die Norm ist eine Norm mit Horizontalcharakter. Das bedeutet, dass sie parallel zu sektor- oder produktspezifischen Normen angewendet wird. Sie enthält grundlegende Informationen für Technische Dokumentation, die übergreifend gültig sind. Sie stellt den wichtigsten Standard in der Technischen Dokumentation dar.
Die Norm deckt alle Produktarten ab, zum Beispiel Verbraucherprodukte, Industrieprodukte und Medizinprodukte. Sie ist eng mit anderen Normen verzahnt und zieht normative und informative Verweise auf beispielsweise die ISO 3864 oder die ISO 12100.
Anleitungen werden in der aktuellen Fassung nicht mehr als „Dokument“ betrachtet, sondern als „Nutzungsinformation“. Dadurch werden auch andere Medien, wie beispielsweise die Bedienoberfläche einer Software oder Nachrichten in einer App über die Norm geregelt. Grund für diese erweiterte Betrachtung ist unter anderem die zunehmende Verwendung moderner elektronischer Medien und die Verbreitung von Informationen über das Internet. Diesem Wandel wird der Begriff des „Dokuments“ nicht mehr länger gerecht.

## Änderungen gegenüber IEC 82079-1:2012-08
Die IEC/IEEE 82079-1:2019 enthält zahlreiche Änderungen im Vergleich zur Vorgängerversion. Der Aufbau des Dokuments sowie einige Begriffe und die Prinzipien (jetzt Grundsätze) in Abschnitt 5 wurden überarbeitet. Der normative Teil wurde erweitert um den Erstellungsprozess der Nutzungsinformationen und die Beschreibung empirischer Methoden zur Evaluation von Nutzungsinformationen. Darüber hinaus gehören zu den Änderungen die Beschreibung erforderlicher beruflicher Kompetenzen technischer Redakteure und die Erweiterung allgemeiner Anforderungen an Nutzungsinformationen zu komplexen Systemverbunden. Zudem werden in der neuen Fassung Anleitungen für Produkte zur Selbstmontage betrachtet. Die Norm enthält einen informativen Anhang mit einer Anleitung zur Erfüllung der Anforderungen.

## Grundsätze
Die Norm enthält in Abschnitt 5 Grundsätze, die sich in die Bereiche Zweck, Qualität und Prozesse unterteilen lassen. Die Grundsätze sind in Hinblick auf detaillierte Anforderungen übergeordnet. Das bedeutet, dass Abweichungen von detaillierten Anforderungen akzeptabel sind, wenn die Grundsätze weiterhin eingehalten werden.

### Zweck der Nutzungsinformation
Die Grundsätze zum Zweck der Nutzungsinformation befinden sich in Abschnitt 5.2. Die Informationsarten lassen sich unterteilen in beschreibende, anleitende und referenzierende Informationen. Die Grundsätze lauten:
1. Als Teil des Produkts konzipiert
2. An den Zielgruppen orientiert
3. Den sicheren Gebrauch unterstützend
4. Mit gesetzlichen Anforderungen konform[1]

### Qualität der Nutzungsinformation
Die Grundsätze zur Qualität der Nutzungsinformation richtet sich an den Bedarf der Nutzer. Die Grundsätze befinden sich in Abschnitt 5.3 und lauten:
1. Vollständigkeit
2. Minimalismus
3. Korrektheit
4. Prägnanz
5. Konsistenz
6. Verständlichkeit
7. Verfügbarkeit[1]

### Gebrauch wiederholbarer Verfahren
Die Grundsätze zum Prozess beschreiben wiederholbare Verfahren für Planung, Implementierung, Prüfung, Korrektur und Verbesserung. Die Grundsätze befinden sich in Abschnitt 5.4 und lauten:
1. An den Qualitätszielen ausgerichtet
2. Mit ausreichend kompetenten Ressourcen
3. Termingerecht
4. Für den gesamten Produktlebenszyklus
5. Aus einer Quelle (Single Source)[1]

## Evaluierungsmethoden
Laut Kapitel 4 gibt es zwei Arten von Anforderungen, die erfüllt werden müssen: Anforderungen an die Nutzungsinformation und Anforderungen an Informationsmanagementprozesse. Anhang A enthält Anleitungen zur Evaluierung der Erfüllung der Anforderungen der Norm.